# Hans Kippenberger

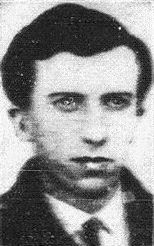
Hans Kippenberger

Hans Kippenberger (* 15. Januar 1898 in Leipzig; † 3. Oktober 1937 in Moskau), Decknamen A. Neuberg, Leo und Ernst Wolf war ein deutscher Politiker und Reichstagsabgeordneter (KPD). Von 1927 bis 1933 war er Leiter des KPD-Nachrichtendienstes Antimilitärischer Apparat. Dem Reichstag gehörte er zwischen 1928 (4. Wahlperiode) und 1933 (8. Wahlperiode) an. 1937 wurde  er im Rahmen des Großen Terrors in der Sowjetunion ermordet.

## Leben
Kippenberger wurde als Sohn eines Laienpredigers in Leipzig geboren und besuchte dort die Volks- und Realschule. Nach einer Banklehre und der Absolvierung des Militärdienstes war er anschließend als Korrespondent für englische, französische, italienische und spanische Zeitungen tätig. Er nahm als Leutnant der Reserve an der Westfront am Ersten Weltkrieg teil und wurde mehrmals verwundet.
Nach dem Krieg trat er 1918 der USPD bei. Er gehörte zum linken Flügel, der sich Ende 1920 mit der KPD zusammenschloss. Beruflich war er in dieser Zeit als Bankangestellter und Fremdsprachenkorrespondent tätig und begann ein Studium der Volkswirtschaftslehre an der Universität Hamburg. Ab 1922 war er hauptamtlich für die KPD tätig und zunächst in der Leitung von KPD-Studentengruppen aktiv. Danach spielte er beim Aufbau „Roter Hundertschaften“ im Stadtteil Hamburg-Barmbek, bei der Infiltration von Polizei und Reichswehr durch KPD-Mitglieder und bei der Organisierung des Hamburger Aufstandes 1923 eine leitende Rolle. Im Stadtteil Barmbek führte er die Aufständischen selbst und ließ umsichtig seine Männer Barrikaden und andere Verteidigungsstellungen anlegen, so dass die Polizeikräfte kaum vordringen konnten. Dem militärisch erfahrenen Kippenberger gelang es, nach der Niederlage einen einigermaßen geordneten Rückzug der KPD-Kampfgruppen zu bewerkstelligen.
Nach dem Hamburger Aufstand wurde er durch den Oberreichsanwalt steckbrieflich gesucht. Obwohl seit 1924 Abgeordneter der Hamburger Bürgerschaft, musste er weiter in der Illegalität leben und floh in die Sowjetunion, wo er von 1924 bis 1927 die Militärschule der Komintern sowie die Kommunistische Universität der nationalen Minderheiten des Westens (KUNMS) besuchte.
Ab 1927 reorganisierte er den Antimilitärischen Apparat („AM-Apparat“) der Partei und wurde 1928 während des Reichstagswahlkampfes verhaftet. Er musste aber nach seiner Wahl auf Grund seiner Immunität als Abgeordneter wieder auf freien Fuß gesetzt werden. Er gehörte dem Reichstag bis 1933 an und war weiterhin Leiter des „AM-Apparates“ sowie seit 1929 Kandidat des Zentralkomitees der KPD. Im Reichstag beschäftigte er sich überwiegend mit wehrpolitischen Fragen und gehörte der Militärkommission des Parlaments an. Neben dem AM-Apparat baute Kippenberger zusammen mit Heinz Neumann ab 1931 als dessen Teil den Parteiselbstschutz auf. Bereits Ende der 1920er wurde ein ca. 300 Angehörige zählendes Netz zur Betriebsberichterstattung für die „Erkundung von sozialen Lagen und politischen Stimmungen in Firmenbelegschaften“ von Kippenberger aufgebaut. Das sogenannte BB-Ressort betrieb ebenso Wirtschaftsspionage für die Sowjetunion und erstattete dort über rüstungstechnisch relevante Entwicklungen im Deutschen Reich Bericht. Das Netz galt für die Nationalsozialisten als der „gefährlichste Apparat der KPD“.

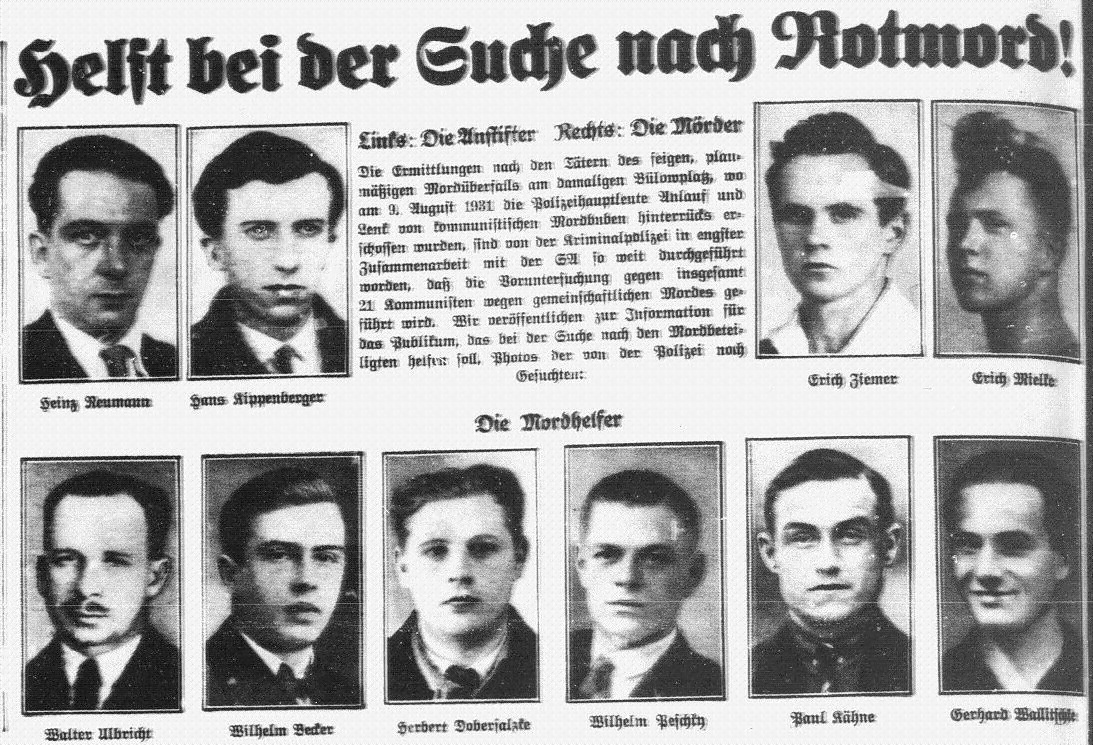
Fahndungsplakat der Berliner Polizei vom September 1933

Im August 1931 war er neben Heinz Neumann maßgeblicher Auftraggeber der Polizistenmorde auf dem Berliner Bülowplatz.
Nach der Machtergreifung der NSDAP im Januar 1933 nahm Kippenberger am 7. Februar 1933 an der illegalen Tagung des Zentralkomitees der KPD im Sporthaus Ziegenhals bei Berlin teil.
Er ging in den Untergrund und spielte eine wichtige Rolle bei der Reorganisierung der durch die Repression des NS-Staates zerstörten Parteistrukturen. 1935 verlor Kippenberger seine Parteifunktionen, weil er Hermann Schubert und Fritz Schulte im Kampf um die KPD-Führung gegen Walter Ulbricht und Wilhelm Pieck unterstützte. Der von ihm geleitete AM-Apparat wurde aufgelöst. Er emigrierte zunächst nach Paris und wurde von dort nach Moskau beordert. Hier wurde er im Rahmen der Stalinschen Säuberungen im November 1936 verhaftet und nach einem Geheimprozess als angeblicher „Reichswehragent“ zum Tode verurteilt und am 3. Oktober 1937 erschossen. Seine 1930 von ihm geschiedene Frau Thea wurde im Frühjahr 1938 ebenfalls verhaftet und kam 1939 in der Haft um. 1957 rehabilitierte die KPdSU Hans und Thea Kippenberger. Die nach Sibirien deportierten Töchter der Kippenbergers konnten erst 1958 in die DDR ausreisen.
Nach der Rehabilitierung in der Sowjetunion durfte sein Name auch in der DDR wieder erwähnt werden, doch die Umstände seines Todes waren zu verschweigen. Sie sind z. B. im 1970 erschienenen Biographischen Lexikon des Instituts für Marxismus-Leninismus beim ZK der SED nur in verschleierter Form angegeben.

## Schriften
- zusammen mit Adolf Franck: Monistische Jugendbewegung „Sonne“. Verlag Paul Hartung, Hamburg 1922
- A. Neuberg: Der bewaffnete Aufstand. Versuch einer theoretischen Darstellung. angeblich „Otto Meyer, Zürich“ 1928. Nachdruck mit einer Einleitung von Erich Wollenberg, EVA, Frankfurt am Main 1971. Autoren: O. Piatnitzki, Michael N. Tuchatschewski, Hồ Chí Minh und andere. A. Neuberg ist ein Tarnname. Von Hans Kippenberger ist das vierte Kapitel, Der Aufstand in Hamburg. S. 66–94.